# Pachyglossa
Pachyglossa is een geslacht van zangvogels uit de familie Dicaeidae (bastaardhoningvogels).

## Soorten
Het geslacht kent de volgende soorten:
- Pachyglossa agilis  – Dikbekhoningvogel
- Pachyglossa chrysorrhea  – Gevlekte honingvogel
- Pachyglossa everetti  – Bruinrughoningvogel
- Pachyglossa melanozantha  – Zwart-gele honingvogel
- Pachyglossa olivacea – Groenrughoningvogel
- Pachyglossa propria  – Grijsborsthoningvogel
- Pachyglossa vincens  – Ceylonese honingvogel